# Elghammar
Elghammar (även Älghammar) är en slottsliknande herrgård på en udde i sjön Lockvattnet i Björnlunda socken, Gnesta kommun, Södermanland. Nuvarande huvudbyggnad uppfördes i början av 1800-talet för fältmarskalk Curt von Stedingk efter ritningar av arkitekt Giacomo Quarenghi. Herrgårdsanläggningen, som i stort sett är oförändrad sedan byggnadstiden, tillhör Sveriges främsta monument i tidig empirstil. Elghammar är sedan 1983 ett lagskyddat byggnadsminne.

## Beskrivning
Huvudbyggnaden formgavs i nyklassicistisk stil och tidig empir. Anläggningen vilar på en terrasserad underbyggnad. Mittpartiet är uppfört i två våningar och pryds av sex höga joniska kolonner som bär upp en tympanongavel med ätten von Stedingks vapen samt ättens valspråk More Parentum ("enligt förfädernas sed"). Till mittpartiet leder en bred trappa som flankeras av två bronslejon, som lär vara gjutna på Åkers styckebruk. 
Huvudbyggnaden flankeras av två flygellängor. Mittpartiets motsatta fasad begränsas av ett parkområde mot sjön. I byggnadens inre märks särskilt ett stort galleri. Flygelbyggnaderna liksom parken ritades av Fredrik Blom. Den byggnad som idag är ett stall byggdes troligtvis som ett orangeri efter ritningar av Fredrik Blom. Anläggningen är putsad och avfärgad i gult och vitt samt täcks av låga valmade plåttak.

## Historik

### Tidig historik

Elghammar slotts ägor 1795

Elghammar omtalas 1344 som Elyamar, men var då en bondby. Byn har anor sedan järnåldern, som ett gravfält på Oxbacken kan vittna om. Byn kom på 1400-talet till riksrådet Magnus Plata till Tärna, och tillhörde senare släkten Kruse af Elghammar där Sigvard Kruse (död 1571) var den förste. 1599 slogs de då fyra mantalen i Elghammar samman och byn förvandlades till säteri.
Egendomen stannade sedan i Kruses släkt fram till mitten av 1700-talet då gården såldes till landshövdingen Olof Benjamin Ehrencreutz. Sannolikt omkring 1700-talets mitt uppfördes på en udde i sjön Lockvattnet en tvåvånings huvudbyggnad av sten, vilken ingår som västra flygeln i den nuvarande huvudbyggnaden. Ehrencreutz änka, Petronella Schaeij, avled 1793 och Elghammar förvärvades då av kommerserådet Johan Adolf Welander. Welander ägde Elghammar fram till sin död 1804.

### Elghammar under von Stedingk och d'Otrante
Säteriet köptes 1807 av fältmarskalk Curt von Stedingk, som lät uppföra den nuvarande slottsliknande anläggningen. Byggnaden ritades av den i Sankt Petersburg verksamme italienske arkitekten Giacomo Quarenghi. Curt von Stedingk bör ha fått kontakt med Quarenghi under sin tid som ambassadör i Sankt Petersburg. Genom von Stedingks sons död 1875 ärvdes Elghammar av dottern Thérèse. Hon var gift med hertig Gustave d'Otrante och Elghammar kom därmed i ätten d'Otrantes ägo och är det än idag. Hertiginnan Christina d'Otrante var dotter till greve Eugène von Rosen och hans andra hustru Metta (född Breitholtz) och växte upp på Örbyhus slott. 1967 gifte hon sig med Gustaf d'Otrante och organiserade skötsel av Elghammars herrgård och dess skog. Där bedrivs jakt på vildsvin, dovhjort, kronhjort, rådjur och älg, genom jaktarrende till Leif G.W. Persson.

## Bilder

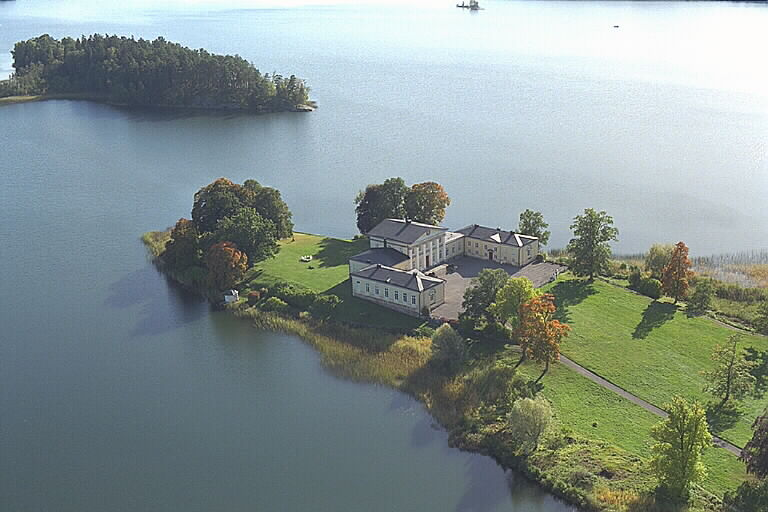
Läget vid sjön Lockvattnet.
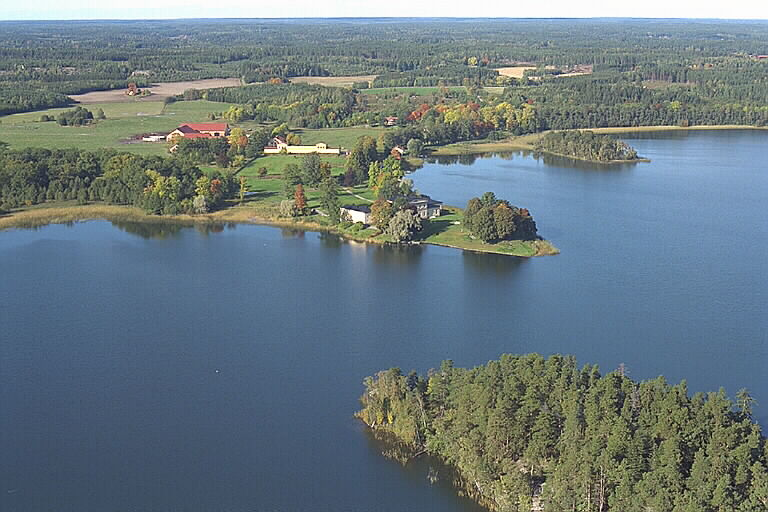
Läget vid sjön Lockvattnet.
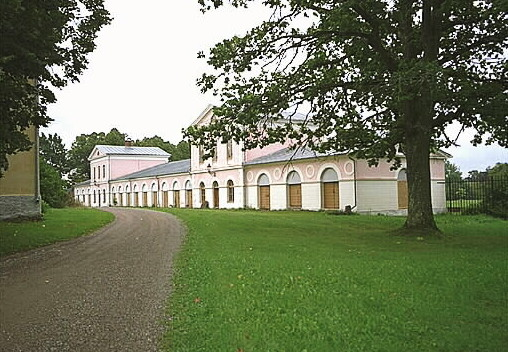
Det tidigare orangeriet.
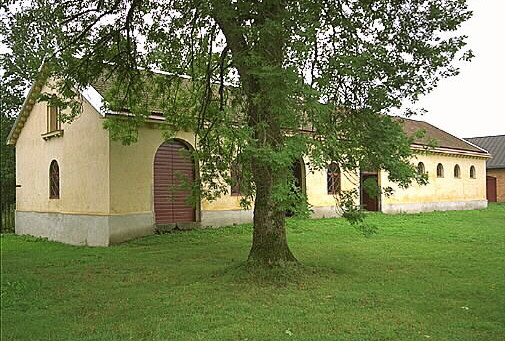
Det tidigare stallet.